# Jack Mortimer
James „Jack” Mortimer (ur. 17 marca 1913 w Bradford, zm. 11 stycznia 2007 w Harrogate) – brytyjski zapaśnik. Olimpijczyk z Londynu 1948, gdzie zajął czternaste miejsce w kategorii do 62 kg, w stylu klasycznym.

## Letnie Igrzyska Olimpijskie 1948
| Konkurencja          | Rundy eliminacyjne    | Rundy eliminacyjne  | Klas. końcowa |
| Konkurencja          | Przeciwnik I          | Przeciwnik II       | Miejsce       |
| -------------------- | --------------------- | ------------------- | ------------- |
| 62 kg styl klasyczny | Antoine Merle (FRA) P | Ferenc Tóth (HUN) P | 14.           |